# Oliwa

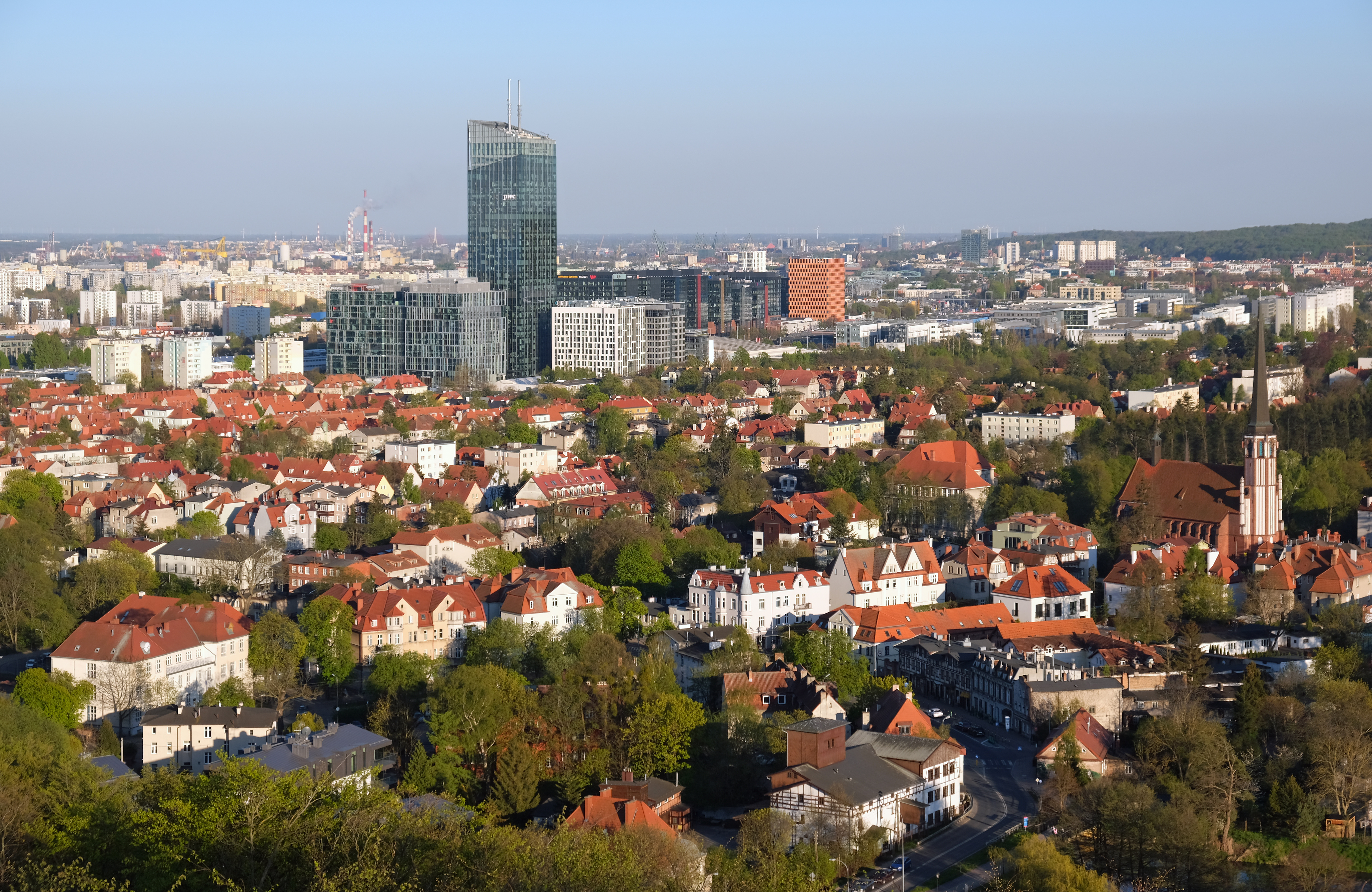
Oliwa, Gdańsk

Oliwa, även känd som Oliva på svenska, är en stadsdel i Gdańsk i Polen, med cirka 20 000 invånare (2004). Första gången Oliwa nämns är i samband med grundandet av klostret år 1186. Här slöts 1660 freden i Oliva.
1926 införlivades Oliva med staden Danzig.
Oliwakatedralen finns också här.

### Fotnoter
1. ↑  Carlquist, Gunnar, red (1937). Svensk uppslagsbok. Bd 20. Malmö: Svensk Uppslagsbok AB. sid. 692
2. ↑  Sophia Genitz (21 juni 2017). ”Solsken och solidaritet vid Polens riviera” (på svenska). Svenska dagbladet. https://www.svd.se/solsken-och-solidaritet-vid-polens-riviera. Läst 15 juli 2017.

## Externa källor
Wikisource har originalverk som rör det svenska lägret i Oliwa under Stora nordiska kriget. 